# گورستان مرجان گمار
قبرستان مرجان گمار مربوط به عصر مفرغ - عصر آهن است و در شهرستان گیلانغرب، بخش مرکزی، دهستان گورسفید، ۲ کیلومتری غرب روستای مرجان گمار واقع شده و این اثر در تاریخ ۲۶ اسفند ۱۳۸۷ با شمارهٔ ثبت ۲۵۶۰۲ به‌عنوان یکی از آثار ملی ایران به ثبت رسیده است.